# Atlas Personal-Jakroo/2013
Deze pagina geeft een overzicht van de Atlas Personal-Jakroo-wielerploeg in 2013. 

## Algemene gegevens
Algemeen manager: Ueli Schumacher
Ploegleiders: Roland Gloor, Peter Bernet, Gustav Mosimann, Ueli Schumacher
Fietsmerk: Fondriest
Budget: niet bekend

## Renners
| Naam                   | Geboortedatum | Nationaliteit | Ploeg 2012                    |
| ---------------------- | ------------- | ------------- | ----------------------------- |
| Maksym Averin          | 28-11-1985    | Oekraïne      | Amore & Vita                  |
| Nicolas Baldo          | 10-06-1984    | Frankrijk     |                               |
| Felix Baur             | 12-05-1992    | Zwitserland   |                               |
| Giorgio Brambilla      | 19-09-1988    | Italië        | Leopard-Trek Continental Team |
| Adrien Chenaux         | 16-08-1991    | Zwitserland   | Neo                           |
| Mathieu Chiocca        | 31-08-1985    | Frankrijk     | Neo                           |
| Peter Erdin            | 23-07-1990    | Zwitserland   |                               |
| Claudio Imhof          | 26-09-1990    | Zwitserland   | Team Vorarlberg               |
| Konstantin Klimiankou  | 03-08-1989    | Wit-Rusland   | Continental Team Astana       |
| Nicolas Luthi          | 01-08-1987    | Zwitserland   | Neo                           |
| Oleksandr Polivoda     | 31-05-1987    | Oekraïne      | Geen                          |
| Tizian Rausch          | 15-06-1993    | Zwitserland   | Neo                           |
| Florian Salzinger      | 05-07-1983    | Duitsland     |                               |
| Manuel Stocker         | 17-06-1991    | Zwitserland   | Neo                           |
| Temesgen Teklehaymanot | 03-01-1991    | Eritrea       | Neo                           |
| Nicolas Winter         | 15-02-1989    | Zwitserland   |                               |

## Overwinningen
| Parijs-Mantes-en-Yvelines Winnaar: Nicolas Baldo Ronde van Rhône-Alpes Isère 1e etappe: Nicolas Baldo Ronde van het Qinghaimeer 5e etappe: Oleksandr Polivoda Ronde van China I 4e etappe: Maksym Averin |

2007 · 2008 · 2009 · 2010 · 2011 · 2012 · 2013